# Monoceronychus sticticus
Monoceronychus sticticus är en spindeldjursart som beskrevs av Meyer 1974. Monoceronychus sticticus ingår i släktet Monoceronychus och familjen Tetranychidae. Inga underarter finns listade i Catalogue of Life.